# هاینز یوزف کویتکا
هاینز یوزف کویتکا (انگلیسی: Heinz-Josef Koitka؛ زادهٔ ۱۲ فوریهٔ ۱۹۵۲) بازیکن فوتبال اهل آلمان است.
از باشگاه‌هایی که در آن بازی کرده‌است می‌توان به باشگاه فوتبال آینتراخت فرانکفورت، باشگاه فوتبال هامبورگ، و باشگاه فوتبال آلمانیا آخن اشاره کرد.